# Sito di interesse comunitario Fiume Alento
Il sito di interesse comunitario Fiume Alento, od oasi Fiume Alento, è un sito di interesse comunitario istituito dall'Unione europea nel 1992 con la direttiva Habitat. Il SIC si sviluppa ai margini del Parco nazionale del Cilento e Vallo di Diano e lungo l'intero corso del fiume Alento e dei suoi affluenti principali. Nell'area è ricopresa anche la diga Alento, polo idrico del territorio.

## Flora
Il SIC si presenta molto ricco dal punto di vista della biodiversità. Comprende diversi habitat riconducibili a tre tipologie forestali: 
- la macchia mediterranea: che si spinge oltre i 250 m di altitudine ed è costituita, principalmente da specie termofile, sclerofille (foglie coriacee) sempreverdi, (tra le specie arboree: leccio, elce, l'olivastro e tra le specie arbustive: il lentisco, la fillirea, il mirto, l'erica,il corbezzolo e l'alaterno). Sono presenti anche specie caducifoglie, termofile, quali la roverella, l'ornielloì e il pero selvatico. Le aree boscate sono intervallate con aree agricole ora ricoperte da arbusti (la ginestra comune, il lentisco, l'ilatro e l'erica. Vi sono anche lembi di praterie, steppe, caratterizzate dalla presenza del tagliamani.
- il bosco misto di latifoglie eliofile: succede in altitudine alla macchia mediterranea, e si localizza tra gli abitati di Gorga e Monteforte. Esso è costituito, principalmente, da latifoglie caducifoglie (la roverella, il cerro, l'acero campestre, l'orniello e l'ontano napoletano).
- la foresta a galleria: composta principalmente da salici arbustivi (il salice rosso, il salice ripaiolo, il salice bianco, i salici arbustivi, il pioppo nero, il pioppo bianco, l'ontano nero e la robinia).

Le aree adiacenti alle aree boscate, che vengono periodicamente allagate, presentano una vegetazione erbacea dominata dalla lisca maggiore. 
Inoltre vi sono arbusteti di sostituzione nelle aree agricole abbandonate (l'enula ceppittoni, l'elicriso, la ginestra comune e il sambuco), praterie o steppe, zone umide ricoperte da canneti, aree coltivate a vite, olio e altri fruttiferi.

## Fauna
Tra i rettili, sono presenti la lucertola campestre, il ramarro, il biacco, il cervone, la tartaruga palustre.
Tra i pesci, il barbo italico, l'alborella appenninica o meridionale, l'alosa o cheppia e la rovella.
Tra gli anfibi, l'ululone a ventre giallo, il tritone italiano, la salamandrina dagli occhiali, la rana appenninica, la raganella, la rana verde e la salamadra pezzata.
Tra i mammiferi, sono presenti e posti sotto specifica tutela dalla direttiva europea istitutiva della SIC la lontra europea e varie specie di pipistrelli quali il ferro di cavallo minore, il ferro di cavallo maggiore, il verspertilio maggiore, il vespertilio di Monticelli e il miniottero.
L'avifauna vede una varietà fra nidificanti, svernanti, o di passo come il martin pescatore, la gallinella d'acqua, l'airone cenerino, l'usignolo di fiume, la ballerina gialla, il corriere piccolo, il merlo, la tortora, la ghiandaia marina, l'averla piccola, l'allodola, la calandra, il tordo bottaccio, la beccaccia e il colombaccio.